# Coupe de France féminine de cyclisme sur route 2001
Cet article traite uniquement de la compétition féminine. Pour les résultats de la compétition masculine, voir Coupe de France de cyclisme sur route 2001.
Navigation
Coupe de France 2000 Coupe de France 2002
La Coupe de France féminine de cyclisme sur route 2001 est la 2e édition de la Coupe de France féminine de cyclisme sur route. La victoire finale revient à la Française Magali Le Floc'h.
Cette édition se déroule du 16 avril au 27 août 2001 et est composée de seulement quatre épreuves, soit trois de moins que la précédente.

## Résultats
| Dates    | Courses                                        |  | Vainqueur        |
| 16 avril | Ronde du Mont Pujols                           |  | Magali Le Floc'h |
| 29 avril | Trophée Haute-Garonne Axe Sud                  |  | Sandra Wampfler  |
| 6 mai    | Trophée des grimpeurs féminin                  |  | Jeannie Longo    |
| 27 août  | Trophée féminin du Crédit Immobilier de France |  | Béatrice Thomas  |

## Classement
|    | Coureur          | Pts. |
| -- | ---------------- | ---- |
| 1. | Magali Le Floc'h | 141  |
| 2. | Sonia Huguet     | 85   |
| 3. | Sophie Creux     | 79   |